# Lenda da Fajã de São João

“Em tempos que já lá vão
uma pobre velha havia
na Fajã de São João
de quem o bom povo se ria.
Um dia a pobre velhinha
quando o seu pão fazia
uma formosa senhora
à sua porta batia.
- Entre! - lhe disse a velhinha
- venha junto do meu lar,
do pouco que Deus me deu
a todos gosto de dar.
Mas a senhora lhe disse
com voz doce de encantar:
- Vai dizer a toda a gente
que fuja deste lugar.
Que caso estranho e terrível
muito em breve se irá dar
que fugissem para a serra
antes da noite chegar.
E logo a velhinha foi
de casa em casa a chamar,
dizendo a todos que deixassem
a sua casa, o seu lar.
Muita gente zombou
do que a velhinha dizia,
ninguém quis acreditar
em tão triste profecia.
Com uma filha que tinha
pôs-se a velha a caminhar
para o mais alto da serra
no triste caso a cismar.
Nessa noite, à meia-noite
pôs-se a terra a baloiçar
houve um grande terramoto
uivava sinistro o mar.
E ruíram com fulgor
muitas rochas sobre o mar
muitas casas desabaram,
vibraram gritos no mar.
Quando a manhã despontou,
o sol pelo azul subia,
muita gente que zombara
na paz da morte dormia.
E a velhinha que dissera
atrás esta profecia,
diz o povo que falara
com a Virgem Santa Maria.”

— Música popular sobre a lenda da Fajã de São João
A Lenda da Fajã de São João é uma tradição da ilha de São Jorge, nos Açores. Versa sobre as vivências do homem em uma terra difícil e vulcânica, e os locais afirmam ser baseada em fatos reais.

## Lenda

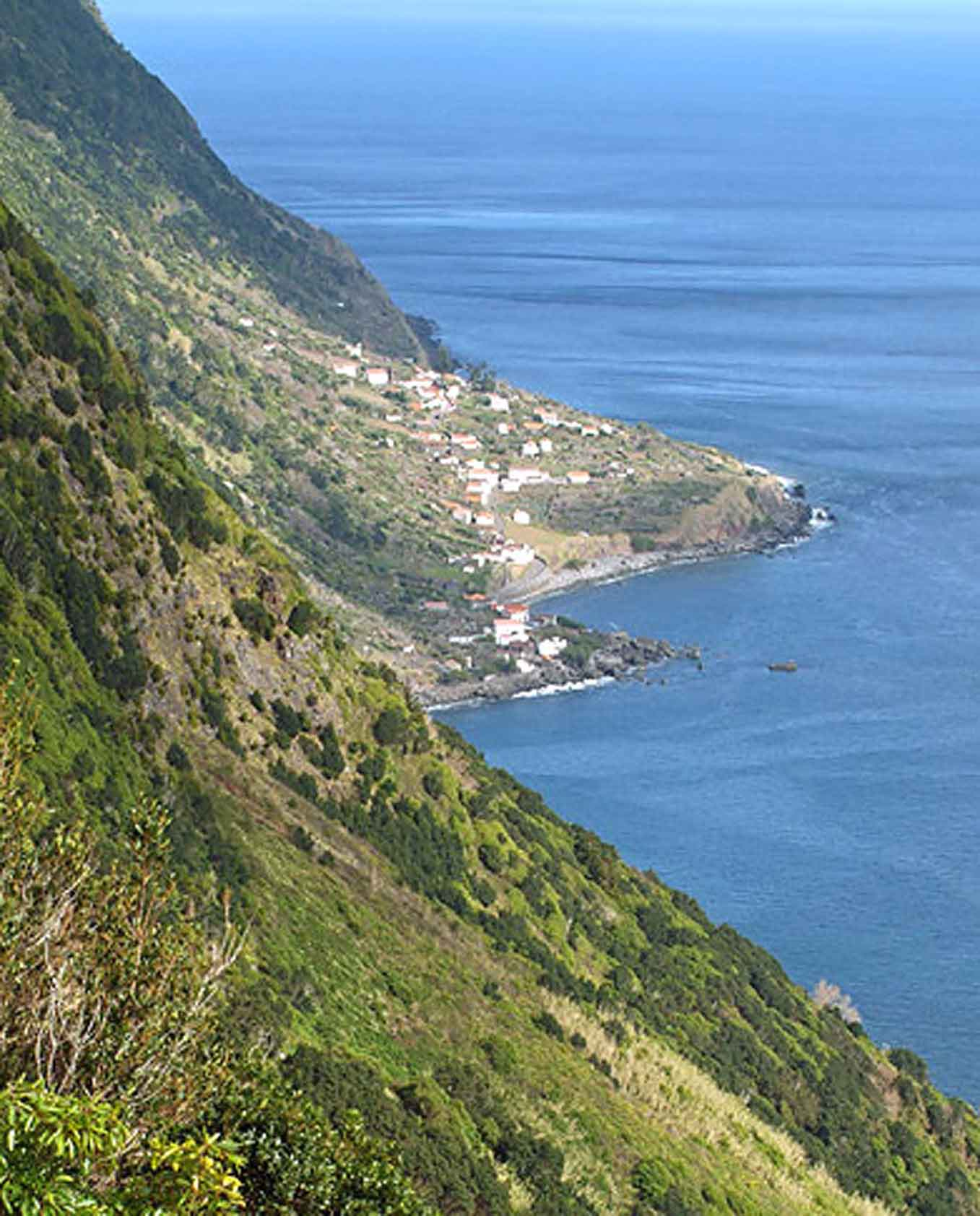
Falésia sob a Fajã de São João.

A lenda reporta-se a um acontecimento ocorrido no ano de 1757 na Fajã de São João. Nessa fajã da costa da ilha de São Jorge vivia uma mulher pobre e humilde juntamente com a sua filha. Essa mulher era já bastante idosa e, devido à sua simplicidade, era com frequência alvo da troça dos vizinhos.
Nessa altura vivam-se tempos de dificuldade e o pão de milho era a base de alimentação das populações. O pão era cozido em todas as casas, quase sempre aos sábados de manhã. À tarde limpava-se e enfeitava-se a casa com flores nascidas nos pequenos jardins das moradias, até que tudo ficasse pronto para o domingo, dia de descanso.
A velhinha e a sua filha estavam a pôr o lume ao forno para o aquecer, e a amassar a massa do pão, quando bateram à porta. Como não era costume receber visitas e tinha as mãos enfarinhadas, respondeu de onde estava que abrissem. A velha porta de madeira gasta rodou sobre as dobradiças de ferro e na ombreira apareceu ema formosa senhora vestida de branco que a idosa não conhecia. No entanto, disse com boa educação: "Entrai, vinde para junto do meu lar, gosto de dar a todos do pouco que Deus me deu'.
A senhora vestida de um branco imaculado deu apenas um passo casa dentro e respondeu á idosa: "Não me posso demorar, ide dizer a toda a gente da fajã que fuja deste lugar e vá para a serra antes de chagar a noite. Um caso estranho vai dar-se em breve". Assim a idosa deixou o seu trabalho e foi de porta em porta, chamando as pessoas e dizendo a todos que fugissem de suas casas e da fajã, porque ia dar-se um acontecimento terrível.
A população troçou dela, ninguém acreditando na profecia. Mas a idosa pôs-se imediatamente a caminho da serra, acompanhada apenas pela filha. Durante toda a longa caminhada a subir pelas estreitas veredas das arribas, a velhota que acreditara na Senhora de Branco pensava que as pessoas, por serem incrédulas, tinham ficado em perigo na Fajã de São João.
Foi então que por volta da meia-noite a terra começou a tremer, o mar uivava ao longe com um som sinistro, bramia de encontro aos rochedos. Teve início um grande terramoto, as encostas das montanhas e das altas falésias desabavam. Rochas enormes rolavam para a fajã, indo umas para ao mar, outras sobre as casas e os seus moradores, destruindo os terrenos cultivados na sua passagem veloz. Ao longe ouvia-se os gritos das pessoas que se misturava com o bramir da terra, com o barulho das rochas e o vibrar do mar.
Quando o Sol raiou pela manhã e começou a iluminar as cercanias da Fajã de São João, a velha encontrou uma enorme destruição. Assistiu ainda aos últimos gritos das pessoas que aos poucos se foram transformando em murmúrios até se extinguirem por completo. Daí para a frente os poucos sobreviventes passaram a dizer que a velhinha tinha feito uma profecia porque tinha falado com a Virgem Santa Maria e que, por ter tido fé, se tinha salvo e à filha.